# 三郷市消防本部
三郷市消防本部（みさとししょうぼうほんぶ）は、埼玉県三郷市の消防部局（消防本部）。管轄区域は三郷市全域。

## 概要

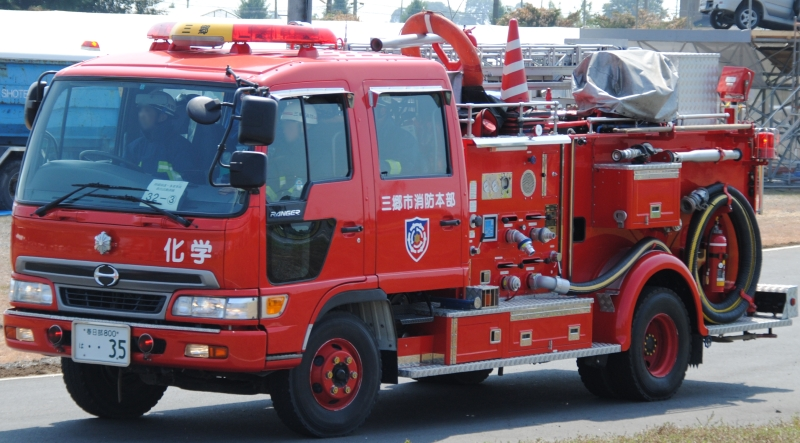
化学車（廃車済み）
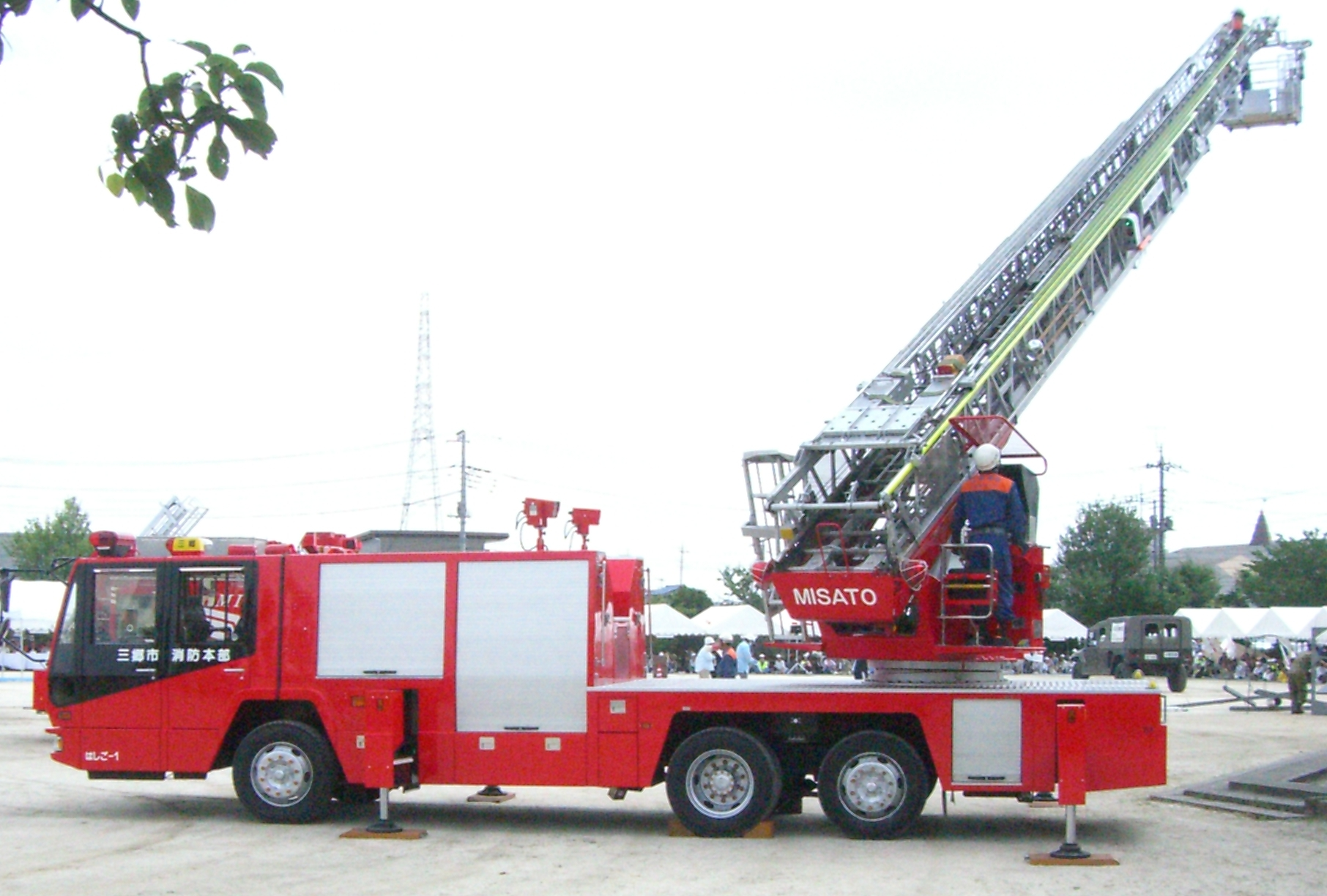
はしご付消防車 （40メートル級）（廃車済み）

- 消防本部：三郷市中央五丁目４５番地４
- 管内面積：30.41km2
- 職員定数：175人
- 消防署1カ所、分署2カ所
- 主力機械（2020年4月1日現在）
  - 普通消防ポンプ自動車：3
  - 水槽付消防ポンプ自動車：3
  - はしご付消防自動車：1
  - 屈折はしご付消防自動車：1
  - 化学消防自動車：1
  - 高規格救急自動車：6
  - 救助工作車：1
  - 資機材運搬車：1
  - 小型貨物車：1
  - 積載車：2
  - 先行車：2
  - 指令車：1
  - 指揮車：1
  - 予防車：2
  - 広報車：1
  - 連絡車：1
  - 消火・通報訓練指導車：1
  - その他：5

- 化学車（廃車済み）
- はしご付消防車
（40メートル級）（廃車済み）

## 沿革
- 1969年（昭和44年）1月 - 消防本部発足
- 1969年（昭和44年）3月 - 消防本部・消防署を現在地に開設
- 1975年（昭和50年）12月 - 南分遣所を開設
- 1979年（昭和54年）4月 - 北分署を開設、南分遣所を南分署に改称
- 1984年（昭和59年）3月 - 南分署を改築
- 1993年（平成5年）3月 - 消防本部・消防署を改築し消防・防災総合庁舎が完成
- 2016年（平成28年）3月 - 北分署を改築し、新庁舎が完成
- 2019年（平成31年）3月‐消防訓練塔が完成
- 2022年（令和4年）3月 - 本署の救助工作車を更新

## 組織
- 本部 - 消防総務課、予防課、警防課、指令課
- 消防署 - 消防1課、消防2課

## 消防署
| 消防署       | 住所                | 分署                                      |
| ------------ | ------------------- | ----------------------------------------- |
| 三郷市消防署 | 中央5丁目４５番地４ | 南：鷹野三丁目474番地 北：上彦川戸886番地 |

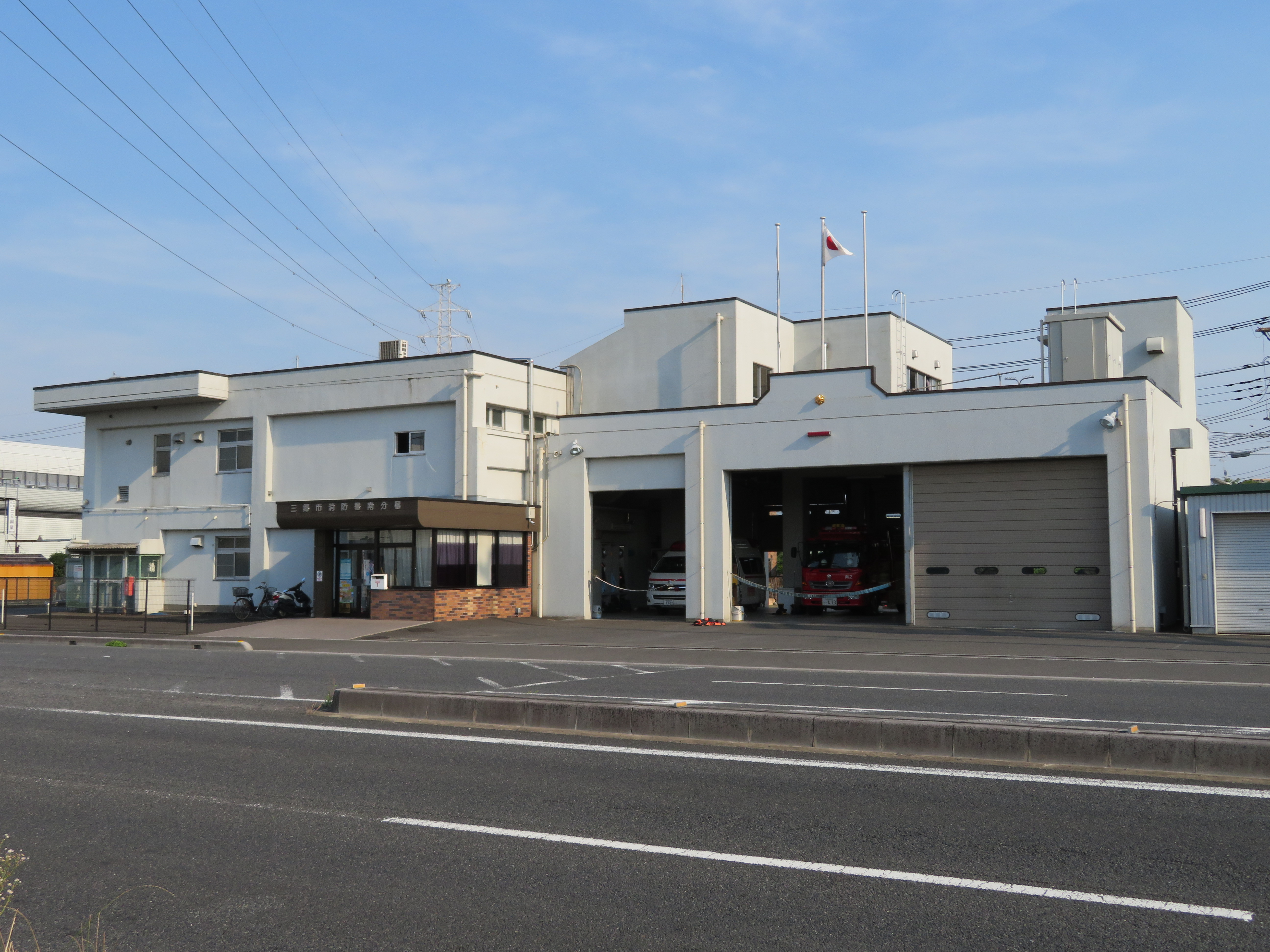
南分署
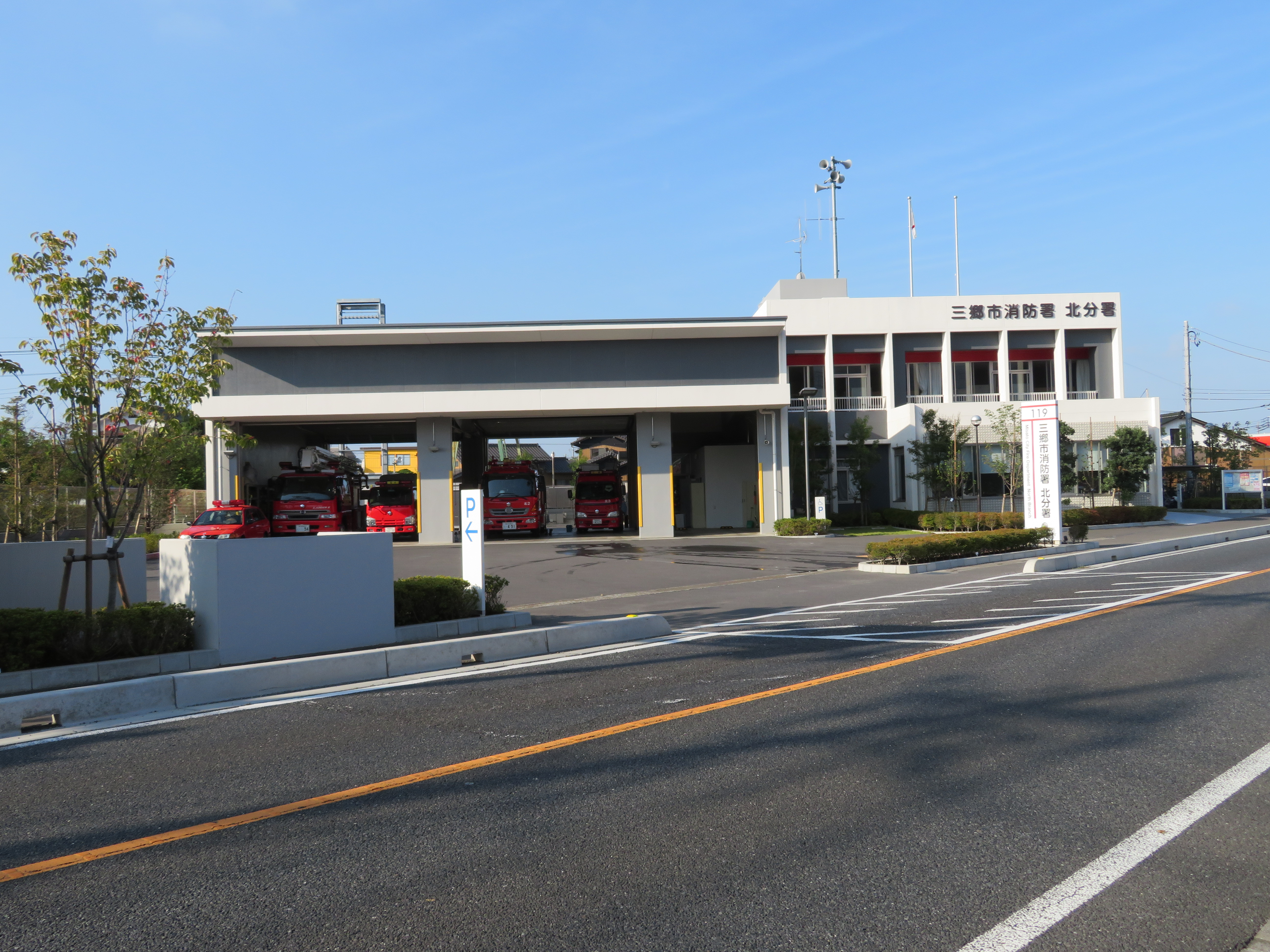
北分署
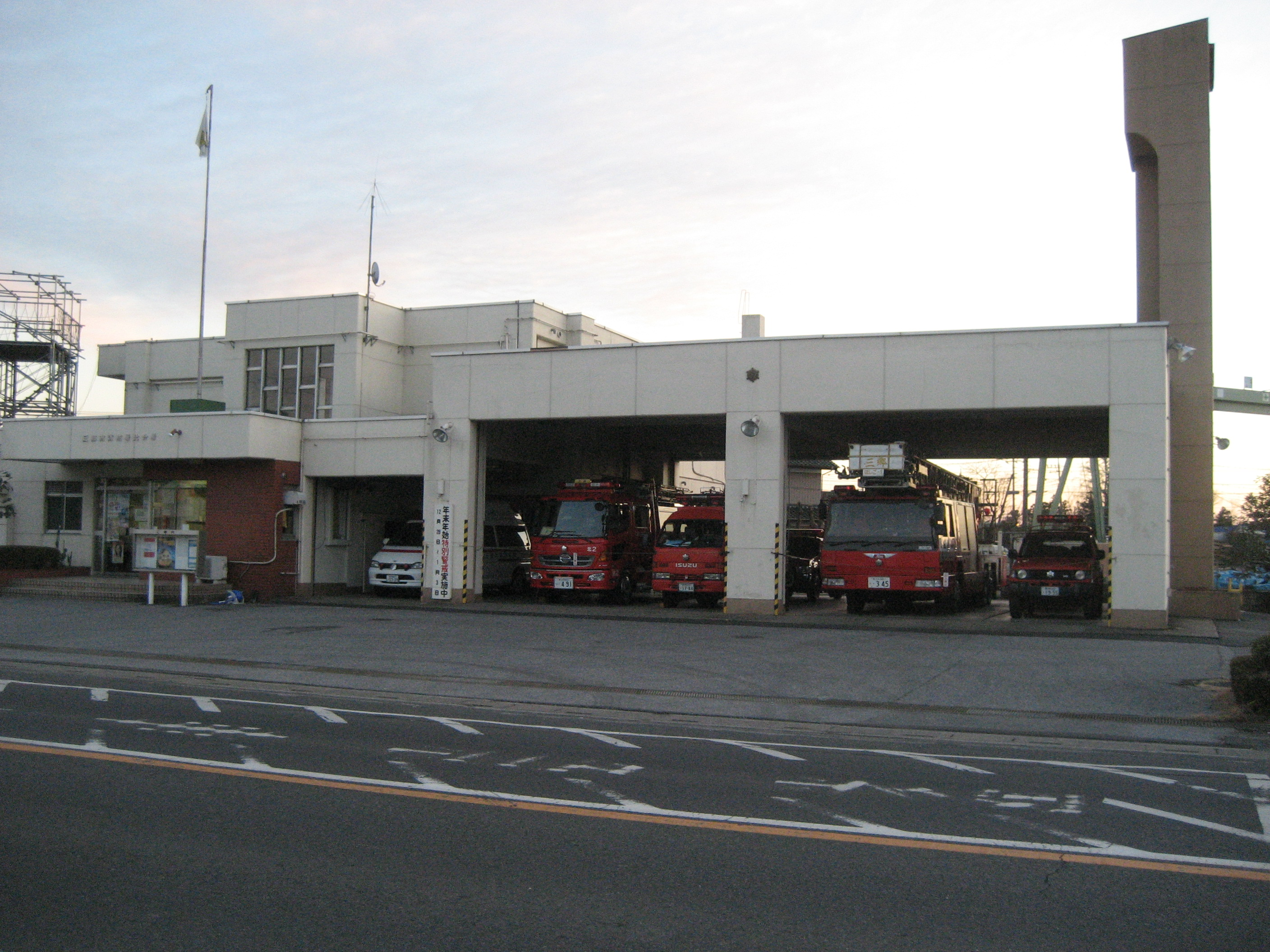
北分署旧庁舎

## 消防相互応援協定
市境付近で発生した災害(救急含む)に対して迅速に活動できるよう、隣接する消防機関と交流が深い自治体等の消防機関と「消防相互応援協定」を締結し、日頃から近隣市等で発生した災害へ出動している。
普通・特別応援協定
- 草加八潮消防組合
- 吉川松伏消防組合
- 東京消防庁（東京都）
- 流山市消防本部（千葉県）
- 松戸市消防局（千葉県）

特別応援協定
- 越谷市消防局

その他の応援協定
- 埼玉県下消防相互応援協定（埼玉県内のすべての消防機関）
- 埼玉県防災ヘリコプター応援協定
- 東京外環自動車道消防相互応援協定（埼玉県南西部消防本部・戸田市消防本部・さいたま市消防局・川口市消防局・草加八潮消防組合・松戸市消防局・市川市消防局・浦安市消防本部・東京消防庁）
- 茨城県高速自動車道等消防相互応援協定（常磐自動車道沿道の消防機関等）